# Liste des évêques de Lokoja
Liste des évêques de Lokoja
(Dioecesis Lokoianus)
La préfecture apostolique nigériane de Kabba est créée le 21 février 1955 par détachement des diocèses de Benin City et de Kaduna, ainsi que de la préfecture apostolique d'Oturkpo.
La préfecture apostolique de Kabba est érigée en évêché le 6 juillet 1964.
L'évêché de Kabba change de dénomination le 5 mai 1965 et devient l'évêché de Lokoja.

## Est préfet apostolique
- 27 mai 1955-6 juillet 1964 : Auguste Delisle

## Puis sont évêques
- 6 juillet 1964-30 juillet 1972 : Auguste Delisle, promu évêque de Kabba, puis de Lokoja (1965).
- 30 juillet 1972-31 août 1991 : Alexius Makozi (Alexius Obabu Makozi)
- 6 mars 1992-21 juin 2004 : Joseph Ajomo (Joseph Sunday Ajomo)
- depuis le 11 novembre 2005 : Martin Olorunmolu (Martin Dada Abejide Olorunmolu)

## Sources
- L'ANNUAIRE PONTIFICAL, sur le site http://www.catholic-hierarchy.org, à la page